# Edvino
Edvino  è un nome proprio di persona italiano maschile.

## Varianti
- Maschili: Eduino[1][2]
- Femminili: Edvina, Eduina[2]

### Varianti in altre lingue
- Danese: Edvin[3]
- Estone: Edvin[3]
- Finlandese: Edvin[3]
- Germanico: Audowin[3]
  - Longobardo: Audoin[3]
- Inglese: Edwin, Edwyn[3][4][5]
  - Ipocoristici: Ed, Eddie, Eddy[3]
  - Femminili: Edwina, Edwena, Edweena, Edwyna[3]
  - Inglese antico: Eadwine[1][3][4][5]
- Lettone: Edvīns[3]
- Lituano: Edvinas[3]
- Norreno: Auðun[3][4]
- Norvegese: Edvin, Audun[3]
- Olandese: Edwin[3]
  - Ipocoristici: Ed[3]
- Svedese: Edvin[3]
- Tedesco: Otwin[3]
- Ungherese: Edvin[3]

## Origine e diffusione
È l'adattamento recente del nome inglese Edwin, dall'anglosassone e poi inglese antico Eadwine; è composto da ead ("prosperità", "ricchezza", "gioia") e wine ("amico", "protettore"), quindi il significato può essere interpretato come "amico ricco", "amico della ricchezza/felicità". Il nome anglosassone deriva da uno proto-germanico ricostruito come *Audaweniz, da cui discendono anche il longobardo Audoin (portato da Audoino, re dei Longobardi nel VI secolo) e il norreno Auðun (un epiteto di Odino).
In Italia è raro; negli anni 1970 si contavano circa 550 occorrenze delle forme maschili, più altre 350 di quelle femminili, sparse al Nord e in Toscana, con "Edvino" più frequente a Trieste ed "Eduino" diffuso nel Trentino.
In Inghilterra l'uso del nome calò dopo la conquista normanna, e venne riportato in voga nel XIX secolo.

## Onomastico
L'onomastico ricorre il 12 ottobre in ricordo di sant'Edvino, fondatore e primo re del regno di Northumbria, marito di santa Etelburga e martire.

## Persone

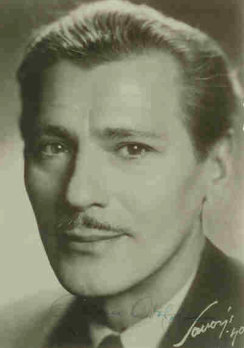
Edvin Adolphson

- Edvino di Deira, re di Northumbria

### Variante Edvin
- Edvin Adolphson, attore e regista svedese
- Edvin Kanka Ćudić, attivista bosniaco
- Edvin Laine, regista e attore finlandese
- Edvin Marton, compositore e violinista ungherese

### Variante Edwin

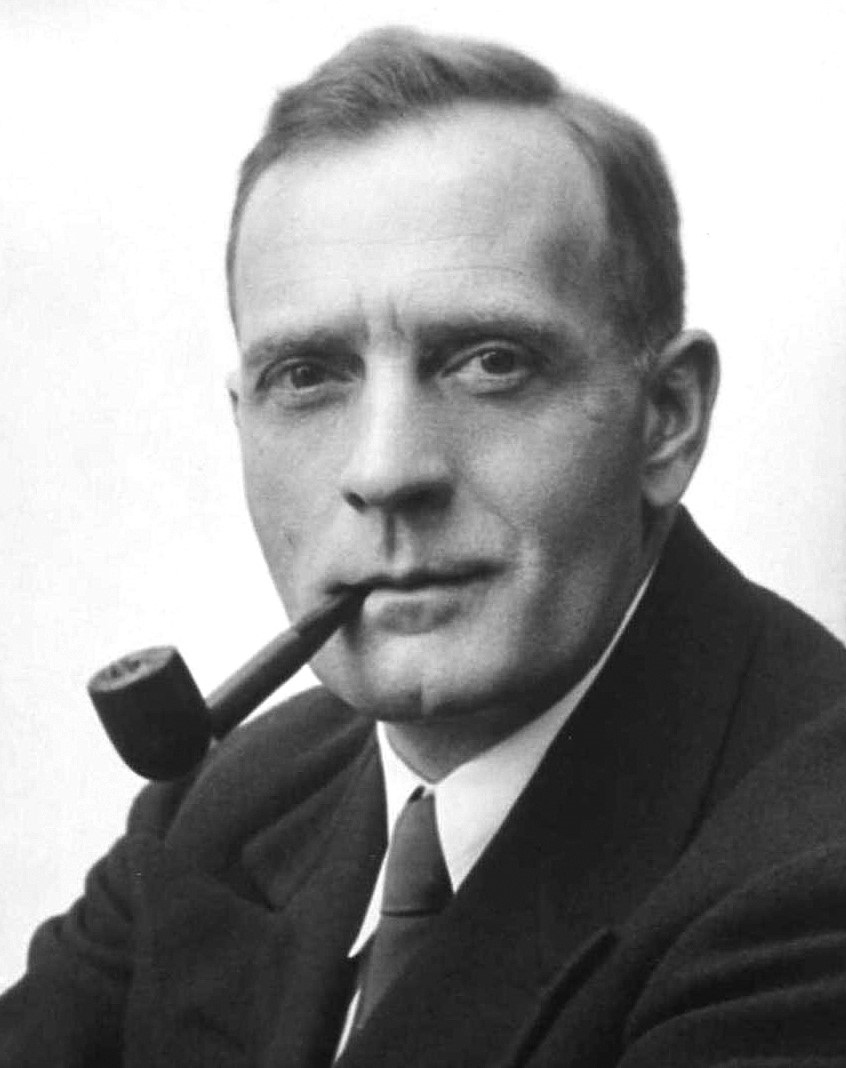
Edwin Hubble

- Edwin Austin Abbey, pittore statunitense
- Edwin Abbott Abbott, scrittore, teologo e pedagogista britannico
- Edwin Carr, compositore neozelandese
- Edwin Cerio, ingegnere, scrittore e naturalista italiano
- Edwin Hubble, astronomo e astrofisico statunitense
- Edwin Klebs, patologo tedesco
- Edwin Land, inventore e imprenditore statunitense
- Edwin Landseer, pittore e scultore britannico
- Edwin McMillan, fisico statunitense
- Edwin Moses, atleta statunitense
- Edwin S. Porter, regista, direttore della fotografia, sceneggiatore, produttore cinematografico e inventore statunitense
- Edwin van der Sar, calciatore olandese
- Edwin von Manteuffel, generale tedesco

### Altre varianti
- Eduino Francini, partigiano italiano
- Edvīns Ķeņģis, scacchista lettone
- Edvinas Krungolcas, pentatleta lituano
- Eduino Maoro, architetto italiano
- Edvin "Edi" Rama, politico, ex cestista, docente, pittore e pubblicista albanese
- Edwyn Roberts, cantautore, compositore e paroliere italiano

## Il nome nelle arti
- Edwina Corday è un personaggio del film del 1939 Questo mondo è meraviglioso, diretto da W. S. Van Dyke.
- Edwina Corrino è un personaggio dei romanzi del Ciclo di Dune scritti da Frank Herbert.
- Edwina Cutwater è un personaggio del film del 1984 Ho sposato un fantasma, diretto da Carl Reiner.
- Edwin Drood è un personaggio del romanzo di Charles Dickens Il mistero di Edwin Drood e di diversi film da esso tratti.
- Edwina Esketh è un personaggio del film del 1939 La grande pioggia, diretto da Clarence Brown.
- Edwina Lionheart è un personaggio del film del 1973 Oscar insanguinato, diretto da Douglas Hickox.
- Edwina 'Ed' McDunnough è un personaggio del film del 1987 Arizona Junior, diretto dai fratelli Coen.
- Edwin Odesseiron è un personaggio del videogioco Baldur's Gate II: Shadows of Amn.
- Edwina Windham è un personaggio del film del 2001 Lo scroccone e il ladro, diretto da Sam Weisman.

## Toponimi
- 1046 Edwin è un asteroide della fascia principale che prende il nome da Edwin, figlio dello scopritore George Van Biesbroeck.